# Ácido yódico
El ácido yódico es un ácido oxácido inorgánico de fórmula molecular HIO3.Se puede sintetizar por medio de una reacción de óxido-reducción entre el ácido nítrico y el yodo elemental.

## Propiedades
Es un ácido relativamente fuerte (su pKa es de 0.75); es un oxidante fuerte en soluciones ácidas, pero no tanto en soluciones básicas.

## Síntesis
Se puede sintetizar con pentóxido de yodo y agua
2I2O5 + 2H2O → 4HIO3